# Cedar Falls hadművelet
A Cedar Falls hadműveletet az amerikai és dél-vietnámi csapatok hajtották végre a vietnámi háború alatt, 1967. január 8. és január 26. között. A hadművelet célja az volt, hogy felszámolják a Dél-Vietnámi Nemzeti Felszabadítási Front (NFF) bázisait, az úgynevezett Vas Háromszögben (Iron Triangle). A hadműveletben közel 16 000 amerikai és 14 000 dél-vietnámi katona vett részt. A NFF úgy döntött, nem küzd meg az ellenséges erőkkel, és inkább szétszóródtak a dzsungelben. Válaszként az amerikaiak bevetették a "csatornapatkányokat" (Tunnel Rats), hogy azok kiűzzék a NFF katonákat az alagútjaikból. Ez volt az első alkalom, amikor a "csatornapatkányok"-nak nevezett alakulatot bevetették.

## Veszteségek
Az amerikai és dél-vietnámi erők közel 750 ellenséges katona megöléséről, és további 28 elfogásáról számoltak be. Ezenkívül 23 darab, több fő kezelőszemélyzetű fegyvert, 590 kézifegyvert és több mint 2800 robbanószerkezetet (aknát, gránátot, tüzérségi lövedéket) foglaltak le. Körülbelül 100 bunkert, 25 alagutat, valamint több mint 500 építményt is sikerült megsemmisíteni.
Az amerikai katonák közül 73 meghalt és 337 megsérült, a Vietnámi Köztársasági Hadsereg katonái közül 114 halt meg és 8 szenvedett sérülést. Az amerikaiak ezen felül 2 tankot, 5 páncélozott csapatszállítót vesztettek. Megrongálódott továbbá 3 tank, 9 páncélozott csapatszállító, 1 tankdozer, 2 dzsip és 2 megfigyelő helikopter. A Vietnámi Köztársasági Hadsereg mindössze 3 kézifegyvert vesztett el.

## Zsákmány
A támadó csapatok több mint 60 000 tár lőszert, és számos további felszerelést zsákmányoltak a NFF-től. Köztük 7500 egyenruhát, 3700 tonna rizst (mellyel 13 000 katonát lehet élelmezni egy teljes éven át), valamint több mint félmillió oldalnyi dokumentumot.